# 小行星6074
小行星6074（6074 Bechtereva）是一颗绕太阳运转的小行星，为主小行星带小行星。该小行星于1968年8月24日发现。

## 轨道参数
小行星6074的轨道半长轴为2.3911359 UA，离心率为0.216。